# NGC 2071
NGC 2071 је рефлексиона маглина у сазвежђу Орион која се налази на NGC листи објеката дубоког неба.
Деклинација објекта је + 0° 17' 39" а ректасцензија 5h 47m 7,2s. Привидна величина (магнитуда) објекта NGC 2071 износи 13,1 а фотографска магнитуда 8,0. NGC 2071 је још познат и под ознакама LBN 938.